# Kamen Rider Agito: Project G4
Kamen Rider Agito: Project G4 (劇場版 仮面ライダーアギト PROJECT G4 Gekijōban Kamen Raidā Agito Purojekuto Jī Fō) là phần phim chiếu rạp của Kamen Rider Agito.
Ra rạp vào 22/9/ 2001.

## Nội dung
Tsugami Shouichi gặp được một cô gái có khả năng dự báo tương lai, Sayaka, đang chạy trốn cùng với đứa em của mình. Sayaka đã cho Shouichi biết về sự tấn công của Unknown vào trạm nghiên cứu của Cục cảnh sát Tokyo. Risa Fukami, chỉ huy lực lượng quân đội GA, đã đánh cắp bản thiết kế hệ thống G4 của Ozawa. Và một Lord của Unknown đã xuất hiện với ý định tiêu diệt tận gốc những người có siêu năng lực. Agito và G3-X phải cùng nhau đánh bại âm mưu thâm độc ấy. Đặc biệt, bộ phim còn có sự xuất hiện của một Kamen Rider mới (hệ thống mới) Kamen Rider G4.
- Bộ phim diễn ra giữa nhiều tập trong series:
  - Phần đầu tiên diễn ra giữa Kamen Rider Agito Special: A New Transformation và tập 35.
  - Phần thứ hai diễn ra 2 tháng sau, nội dung nằm giữa tập 46 và tập 47.

## Nhân vật

### Kamen Riders
| Kamen Rider Agito | Shouichi Tsugami |
| Kamen Rider G3‑X  | Makoto Hikawa    |
| Kamen Rider Gills | Ryo Ashihara     |
| Kamen Rider G4    | Shiro Mizuki     |

### Đồng minh
- Mana Kazaya
- Sumiko Ozawa
- Tetsuya Sawaki
- Toru Hojo
- Sayaka Kahara
- Rei Motoki

### Phản diện
- Risa Fukami

#### Ant Lords
- Formica Pedes
- Formica Eques
- Formica Regia

## Diễn viên
- Shouichi Tsugami (津上 翔一 Tsugami Shōichi?): Toshiki Kashu (賀集 利樹 Kashū Toshiki?)
- Makoto Hikawa (氷川　誠 Hikawa Makoto?): Jun Kaname (要　潤 Kaname Jun?)
- Ryō Ashihara (葦原 涼 Ashihara Ryō?): Yūsuke Tomoi (友井 雄亮 Tomoi Yūsuke?)
- Mana Kazaya (風谷 真魚 Kazaya Mana?): Rina Akiyama (秋山 莉奈 Akiyama Rina?)
- Sumiko Ozawa (小沢 澄子 Ozawa Sumiko?): Tōko Fujita (藤田 瞳子 Fujita Tōko?)
- Tetsuya Sawaki (沢木 哲也 Sawaki Tetsuya?): Atsushi Ogawa (小川 敦史 Ogawa Atsushi?)
- Tōru Hōjō (北條 透 Hōjō Tōru?): Jun Yamasaki (山崎　潤 Yamasaki Jun?)
- Mysterious Youth (謎の青年 Nazo no Seinen?): Rei Haneo (羽緒 レイ Haneo Rei?)
- Kōji Kōno (河野 浩司 Kōno Kōji?): Kazumasa Taguchi (田口 主将 Taguchi Kazumasa?)
- Takahiro Omuro (尾室 隆弘 Omuro Takahiro?): Akiyoshi Shibata (柴田 明良 Shibata Akiyoshi?)
- Taichi Misugi (美杉 太一 Misugi Taichi?): Tokimasa Tanabe (田辺 季正 Tokimasa Tanabe?)
- Yoshihiko Misugi (美杉 義彦 Misugi Yoshihiko?): Takeshi Masu (升 毅 Masu Takeshi?)
- Shiro Mizuki (水城 史朗 Mizuki Shirō?): Ryo Karato (唐渡 亮 Karato Ryō?)
- Risa Fukami (深海 理沙 Fukami Risa?): Maju Ozawa (小沢 真珠 Ozawa Maju?)
- Sayaka Kahara (加原 紗綾香 Kahara Sayaka?): Akane Kimura (木村 茜 Kimura Akane?)
- Rei Motoki (本木 レイ Motoki Rei?): Rikiya Otaka (大高 力也 Ōtaka Rikiya?)
- Customer in Hamburger Shop (ハンバーガーショップの客 Hanbāgā Shoppu no Kyaku?): Shunsuke Nakamura (中村 俊介 Nakamura Shunsuke?)
- Sayaka's Father (紗綾香の父 Sayaka no Chichi?): Tsuyoshi Ujiki (うじき つよし Ujiki Tsuyoshi?)
- Sayaka's Mother (紗綾香の母 Sayaka no Haha?): Noriko Watanabe (渡辺 典子 Watanabe Noriko?)
- MPD Superintendent General (警視総監 Keishi Sōkan?): Hiroshi Fujioka (藤岡 弘 Fujioka Hiroshi?, Cameo)
- BBQ Shop Clerk:Yoko Gendai (現代 洋子 Gendai Yōko?)
- Ant Lords (アントロード Anto Rōdo?): Kenji Anan (阿南 健治 Anan Kenji?)
- Senior Police: Kentaro Kaji (加地 健太郎 Kaji Kentarō?), Ken Kano (狩野 謙 Kanō Ken?), Masahiro Noguchi (野口 雅弘 Noguchi Masahiro?)
- Risa Fukami's Henchman: Shinji Matsubayashi (松林 慎司 Matsubayashi Shinji?), Hiroshi Kaneko (金子 裕 Kaneko Hiroshi?)

## Âm nhạc
- "Kamen Rider AGITO ~24.7 version~" (仮面ライダーAGITO ～24.7 version～ Kamen Raidā AGITO ~24.7 bājon~?)
  - Lyrics: Shoko Fujibayashi
  - Composition & Arrangement: Kazunori Miyake
  - Remix: Kazunori Miyake, Hiroyuki Suzuki (鈴木 浩之 Suzuki Hiroyuki?), Takashi Sasaki (篠笥 孝 Sasaki Takashi?)
  - Chorus: Lisa Ooki
  - Artist: Shinichi Ishihara
- "Jiken da!" (事件だッ!? "It's a Case!")
  - Lyrics & Composition: Tortoise Matsumoto (トータス 松本 Tōtasu Matsumoto?)
  - Arrangement & Artist: Ulfuls (ウルフルズ Urufuruzu?)